# 鄭用錫墓
24°47′16″N 120°58′16″E / 24.787865°N 120.970980°E
鄭用錫墓，今位於臺灣新竹市東區新竹市軍人公墓旁，同治八年（1869年）從香山區遷葬於此，具有官墓規模，今列國定古蹟。

## 外觀
鄭用錫所葬處在新竹市軍人公墓右側，居高臨下，在臺灣僅次於王得祿墓規模，俗稱「開臺進士墓」。
墓前的石望柱刻錄閩浙總督王懿德在咸豐元年（1851年）所贈文字。文武官像、石馬、石羊、石虎等石象生全用巨石鑿成，表現同治年間的石雕技術。三曲手間望柱分別為石印、石筆、石獅。但除了石柱、石馬等各一對和清代體制相符外，其他規制都不太相符。盔頂形墓碑由三片花崗石拼成並飾以雙夔紋，墓碑刻上祖籍地金門的別稱「浯江」，中間為「清賜進士出身賞戴花翎禮部副郎晉封通奉大夫祉亭顯考鄭公塋」。

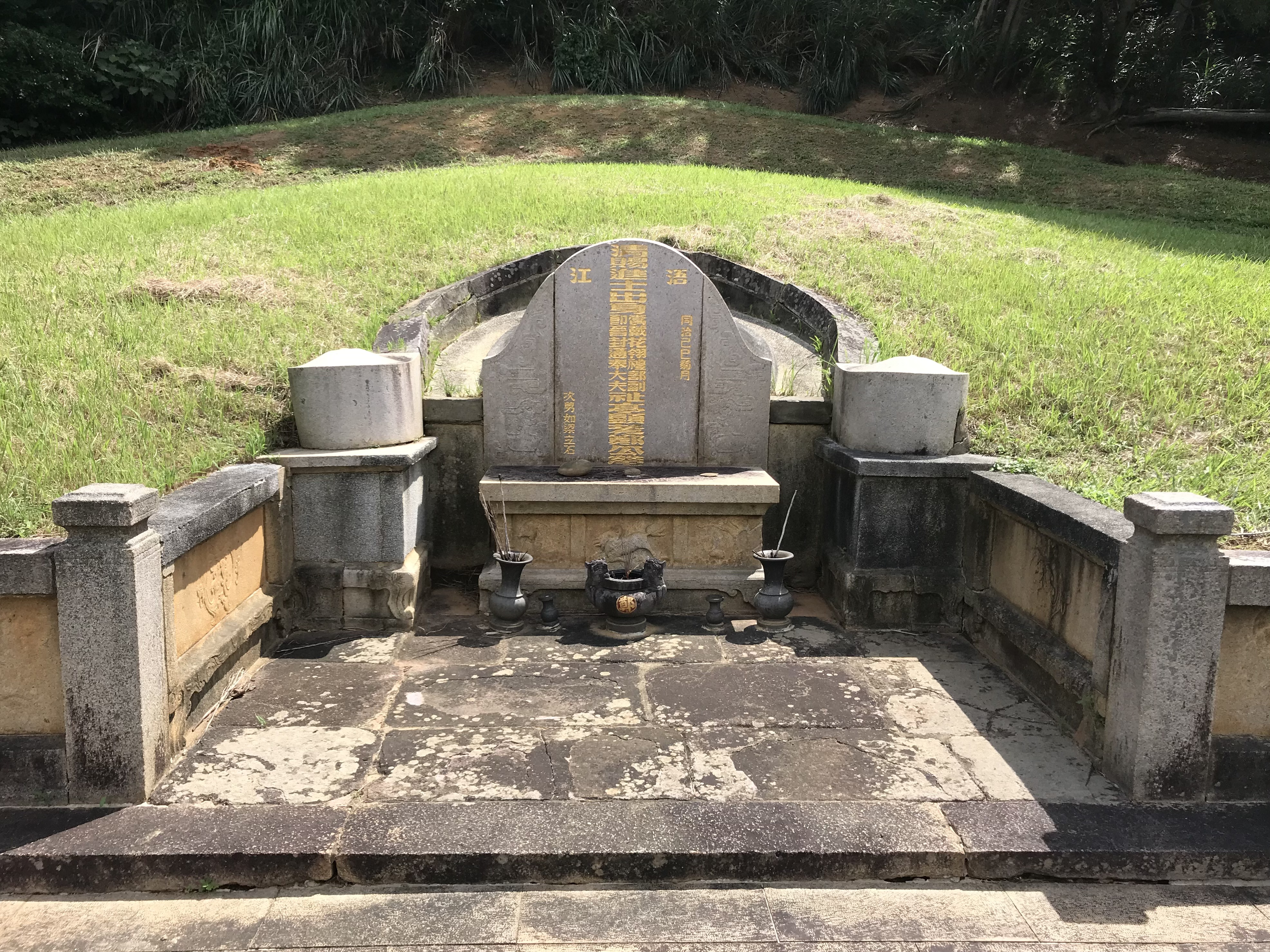
墓碑

## 歷史
鄭用錫於咸豐八年（1858年）農曆二月初七在家中去世後，第二年葬於香山，同治八年（1869年）遷葬到竹塹城南門外的竹仔坑，為南星宮新大眾廟附近山區。具李錫金後代說法，因先人李錫金與鄭用錫交情好，故提供此地遷葬。
1982年12月27日，文建會文化資產委員會過內政部提交暫定第一級國家級古蹟名單，其中新竹市五處就包含鄭用錫墓。1984年2月中旬，台灣省政府同意撥款補助新竹市府後，新竹市民政局禮俗文物課動支新台幣一百五十萬元先整修鄭用錫墓和張氏節孝坊。11月13日，行政院文化建設委員會和民俗專家林衡道等至鄭用錫墓確認古蹟資格。列古蹟後，由鄭用錫後代鄭清奇作管理員。鄭用錫墓與他身前所建的鄭用錫宅第、父親鄭崇和墓，及其他家庭成員合資新竹鄭氏家廟都具古蹟，在臺灣實屬罕見。

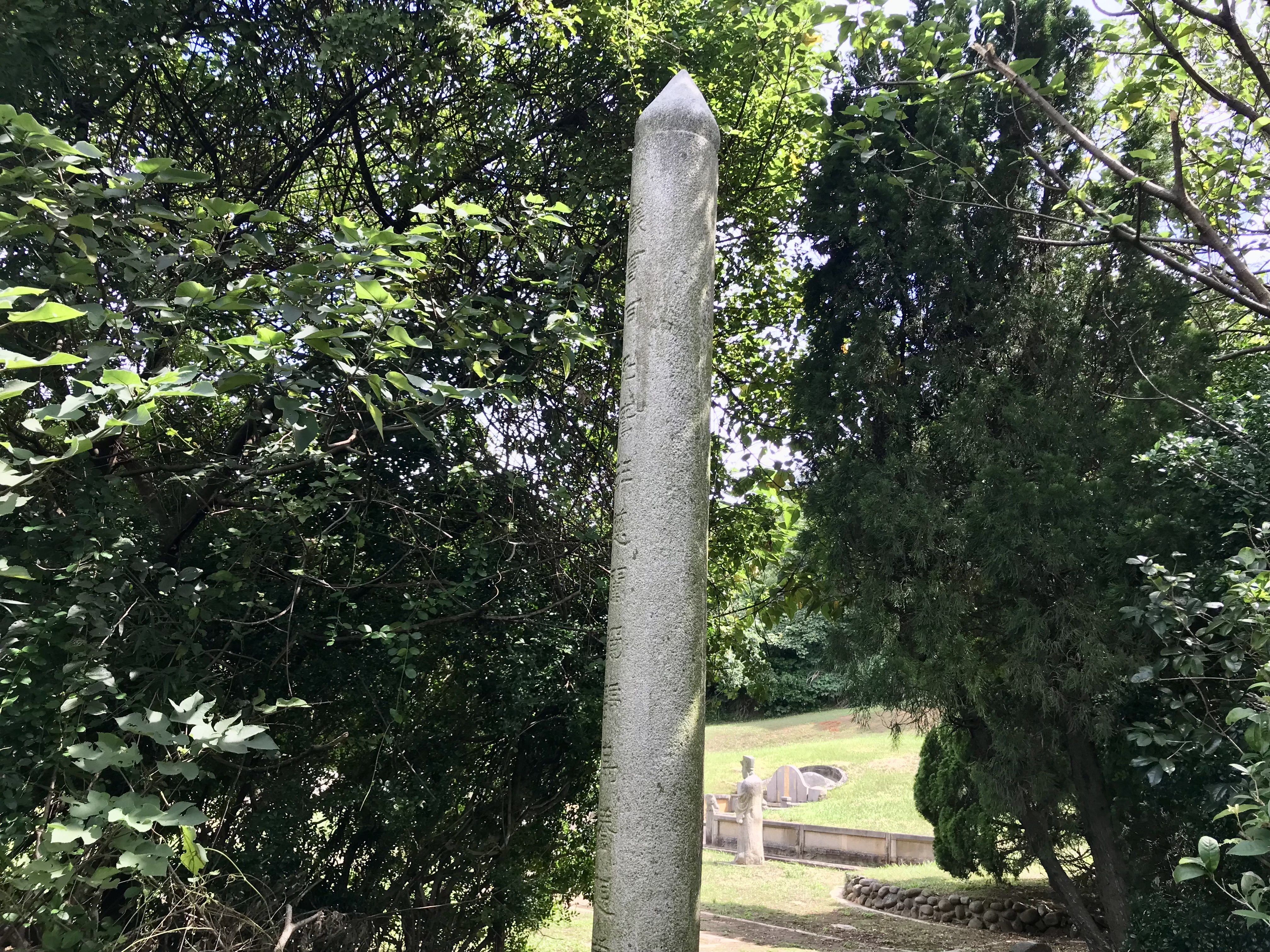
左側石望柱

1994年7月19日，市長童勝男來此巡視，呼籲上級撥款修護民政局主管的此墓。該年，編列了三百多萬元維修鄭用錫墓。在修復前，鄭用錫墓的一頭石虎失竊，且一對石羊頭部被迷信的農人砍除。墓雖由文化部文資局管轄的國定古蹟，但古蹟維護清潔費僅限於墓地周邊草皮，因此引起市議員許修睿批評遭荒草淹沒。修復後，遺失的石虎以及斷頭的石羊以複製品呈現。